# 사관후보생사령부
사관후보생사령부(Cadet Command)는 미국 육군의 사관후보생(ROTC) 과정이 개설된 대학교에 주둔하는 예비사관훈련단의 여단을 행정관리한다.
1986년 4월, 400개 이상의 상급 ROTC 부대, 4개 지역 본부, 800여곳 이사의 고등학교의 JROTC 프로그램을 감독하기 위해 버지니아주 포트 먼로에서 창설되었다. 
2014년, 모든 ROTC 집체하계훈련은 포트 녹스로 통합되었다.

## 여단

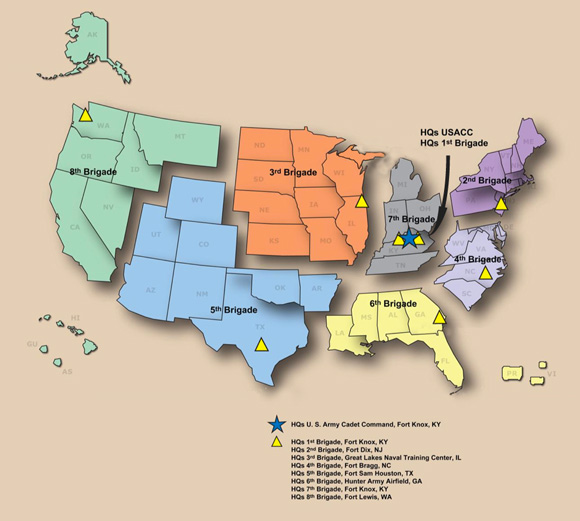
ROTC 여단의 지도(관할 지역, 본부 위치)

사관후보생여단의 휘장
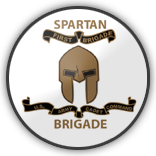
제1여단
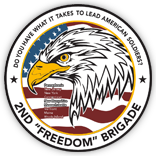
제2여단
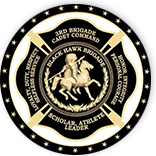
제3여단
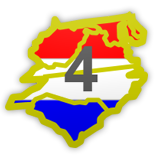
제4여단
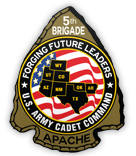
제5여단
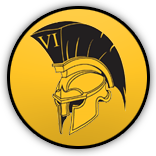
제6여단
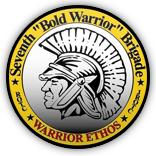
제7여단
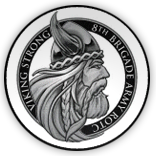
제8여단

1. 제1ROTC여단 "스파르탄", 켄터키주 포트 녹스
상급군사대학, 초급군사대학
2. 제2ROTC여단 "프리덤", 뉴저지주 포트 딕스
코네티컷주(CT), 메사추세츠주(MA), 메인주(ME), 뉴햄프셔주(NH), 뉴저지주(NJ), 뉴욕주(NY), 펜실베이니아(PA), 로드아일랜드주(RI), 버몬트주(VT), 유럽(독일, 이탈리아)
3. 제3ROTC여단 "블랙 호크", 뉴저지주 포트 딕스
아이오와주(IA), 일리노이주(IL), 캔사스주(KS), 미네소타주(MN), 미주리주(MO), 노스다코타주(ND), 네브라스카주(NE), 사우스다코타주(SD), 위스콘신주(WI)
4. 제4ROTC여단 "올 아메리칸", 노스캐롤라이나주 포트 브래그
워싱턴 D.C.(DC), 델라웨어주(DE), 메릴랜드주(MD), 노스캐롤라이나주(NC), 사우스캐롤라이나주(SC), 버지니아주(VA), 웨스트버지니아주(WV)
5. 제5ROTC여단 "아파치", 텍사스주 포트 샘 휴스턴
아칸소주(AR), 애리조나주(AZ), 콜로라도주(CO), 미네소타주(NM), 오클라호마주(OK), 텍사스주(TX), 유타주(UT), 와이오밍주(WY)
6. 제6ROTC여단 "타이탄", 조지아주 헌터 육군 비행장
아칸소(AL), 플로리다주(FL), 조지아주(GA), 로스엔젤레스(LA), 미시시피주(MS), 푸에르토리코(PR), 버지니아아일랜드(VI)
7. 제7ROTC여단 "볼드 워리어", 켄터키주 포트 녹스
인디애나주(IN), 켄터키주(KY), MI), 오하이오주(OH), 테네시주(TN)
8. 제8ROTC여단 "바이킹", 워싱턴주 루이스-맥코드
알래스카주(AK), 미국령 사모아(AS), 캘리포니아주(CA), 괌(GU), 하와이주(HI), 아이다호주(ID), 북마아리아제도(MP, MT), 네바다주(NV), 오리건주(OR), 워싱턴주(WA), 아시아-태평양(대한민국, 일본)

## 같이 보기
- 미국 육군의 ROTC 학교 목록